# Leixuri Arrizabalaga
Leixuri Arrizabalaga Arruza (Gatica, Vizcaya, 25 de abril de 1981) es una abogada y política española de ideología nacionalista vasca.
Actualmente es diputada del Parlamento Vasco. Anteriormente fue la alcaldesa de Gatica.

## Biografía
Nació el 25 de abril de 1981 en Gatica. Estudió la licenciatura en Derecho en la Universidad de Deusto. Posteriormente realizó un Máster en Práctica Jurídica y Abogacía también en la Universidad de Deusto. Es abogada.

## Trayectoria
Se afilió siendo joven al PNV y formó parte de sus juventudes EGI.
Comenzó su andadura política en 2007, cuando entró como concejala en el Ayuntamiento de Gatica. En las elecciones municipales de 2015 fue elegida alcaldesa de Gatica. El 30 de junio de 2021 es sustituida como alcaldesa de Gatica por Onintze Amezaga
Desde el 21 de diciembre de 2012 forma parte también del Parlamento Vasco, entrando en la X Legislatura en sustitución de Estibaliz Hernaez Laviña.
También es miembro del Bizkai Buru Batzar del partido jeltzale desde enero de 2016.